# Логістика (фільм)
Logistics або Logistics Art Project — шведський експериментальний фільм 2012 року, який задумали та створили Еріка Магнуссон і Даніель Андерссон. Тривалість 51 420 хвилин (857 годин або 35 днів і 17 годин) є найдовшим фільмом у світі.

## Виробництво
У 2008 році Еріка Магнуссон і Даніель Андерссон запитали себе, звідки беруться сучасні електронні гаджети. У них виникла ідея простежити виробничий цикл крокоміра у зворотному хронологічному порядку від кінцевих продажів до його походження та виробництва. Маршрут подорожі розпочався в Стокгольмі, потім продовжився через Інсьйон, Гетеборг, Бремергафен, Роттердам, Альхесірас, Малага та завершився в Шеньчжені на заводі-виробнику в Баоані.
Фінансування надано Innovativ Kultur Foundation та Kulturbryggan.
Проєкт було знято в режимі реального часу під час поїздки на фабрику та на заводі, дотримуючись маршруту виробництва продукту від магазину в Стокгольмі, де він його придбали, до заводу в Китаї, де його виготовили.

## Скринінг
Фільм тривалістю 51 420 хвилин (5 тижнів) показували у Міській бібліотеці Уппсали з 1 грудня 2012 року по 6 січня 2013 року в Будинку культури в Стокгольмі, світова прем'єра відбулася на кінофестивалі Fringe у Шеньчжені у 2014 році, а також транслювалася онлайн.